# Jean-Michel Faure
Jean-Michel Faure S.A.J.M. (Argel, 1941) é um bispo católico francês excomungado, foi ordenado bispo por Richard Williamson em 19 de março de 2015. Ele era originalmente um membro da Fraternidade Sacerdotal São Pio X e era considerado braço direito do Arcebispo Marcel Lefebvre na América Latina, atualmente dirige a Sociedade Sacerdotal dos Apóstolos de Jesus e Maria, grupo dissidente da FSSPX. Ele mora em Angers, França.

## Juventude e Ministério Presbiteral
Jean-Michel Faure nasceu em 1941 em uma família de Pieds-Noirs com a qual emigrou para se juntar a parentes já presentes na Argentina. Após a independência da Argélia, foi para o seminário da Fraternidade Sacerdotal São Pio X em Écône em outubro de 1972.
Foi ordenado sacerdote em junho de 1977 pelo Arcebispo Marcel Lefebvre.

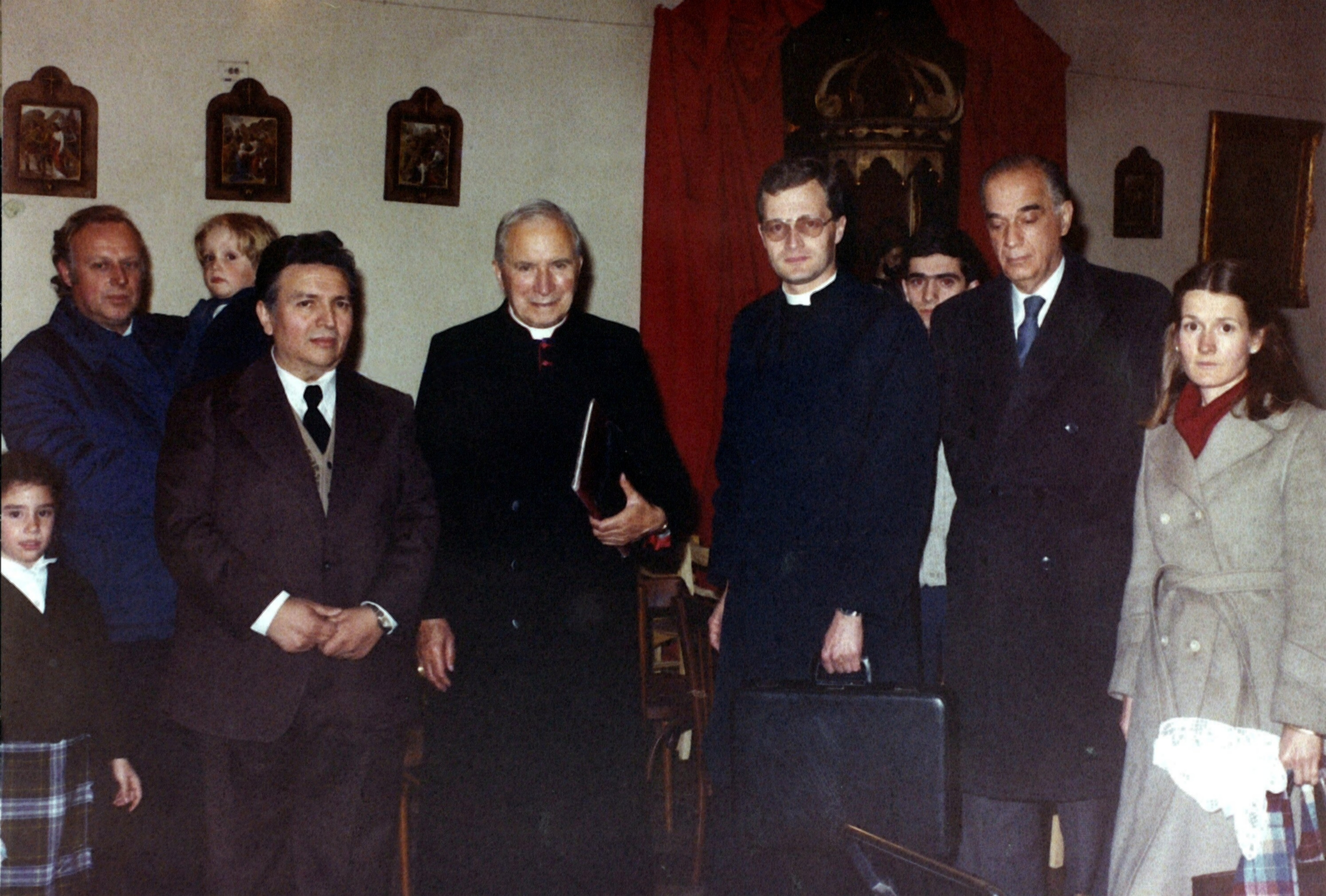
Monsenhor Lefebvre e Pe. Faure na Argentina.

No mesmo ano, após sua ordenação, acompanhou o arcebispo Marcel Lefebvre aos Estados Unidos, América Latina e México para organizar a rede de centros de massa, e recebeu o cargo de superiorado do distrito sul-americano da fraternidade. Tornou-se o primeiro diretor, em 1980, do seminário de La Reja na Argentina, antes de ser nomeado superior do distrito do México em 1985. Em 1986, o arcebispo Lefebvre o escolheu em caso de consagração de um ou mais bispos, mas recusa a oferta, especificando que a escolha de Alfonso de Galarreta seria mais adequada.

## Episcopado
No início de 2013, ele deixou a Fraternidade Sacerdotal São Pio X para se juntar às fileiras dos opositores da reaproximação com a Santa Sé, depois foi oficialmente expulso da FSSPX em 2014. Em 19 de março de 2015, recebe a consagração episcopal das mãos do Bispo Richard Williamson no Mosteiro da Santa Cruz no Brasil sem a autorização do papa, sendo excomungado automaticamente.

## Ministério Episcopal
Em 2016, seguindo o exemplo da FSSPX, ele estabeleceu a Sociedade Sacerdotal dos Apóstolos de Jesus e Maria (SAJM) em Avrillé. A 16 de março de 2016 foi co-consagrador de Miguel Ferreira da Costa (atual Dom Tomás de Aquino) com o Bispo Williamson; essa ordenação episcopal também não teve autorização papal.